# Vuelo 8969 de Air France
El Vuelo 8969 de Air France es un caso de secuestro de un avión Airbus A300 de la aerolínea Air France, el 24 de diciembre de 1994, por parte del grupo terrorista argelino Grupo Islámico Armado (GIA) en el Aeropuerto Internacional Houari Boumediene de Argel, Argelia. Los terroristas mataron a 3 pasajeros y su intención era estrellar el avión contra la Torre Eiffel en París, Francia.

## Contexto

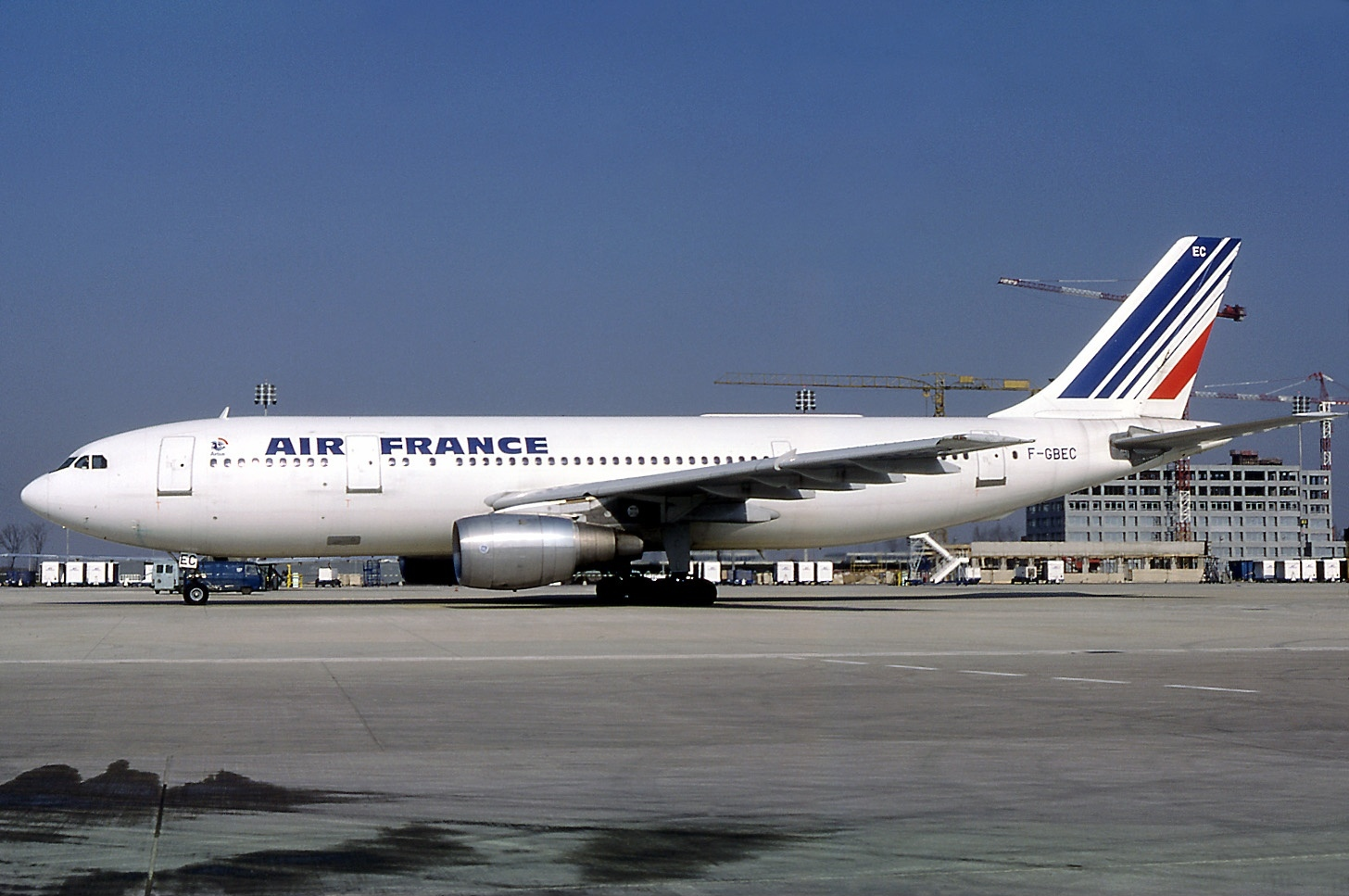
El avión involucrado en el secuestro en marzo de 1982.

Argelia se encontraba en un estado de guerra civil en el momento del secuestro. Los aviones que volaban a Argelia se enfrentaban a la posibilidad de ataques con misiles. Como resultado, los vuelos de Air France a Argelia tenían tripulaciones totalmente compuestas por personas que se ofrecieron como voluntarias para la ruta. Air France había preguntado a los funcionarios del gobierno si era absolutamente necesario seguir volando a Argelia; en el momento del secuestro, no habían recibido respuesta. Bernard Delhemme, de 51 años, fue el capitán del vuelo. Jean-Paul Borderie era el copiloto y Alain Bossuat era el ingeniero de vuelo. El Airbus A300B2-1C, registrado como F-GBEC, había volado por primera vez el 28 de febrero de 1980. Tras el secuestro sufrió graves daños y fue dado de baja, con 14 años y 10 meses de servicio.

## Acontecimientos
En la Nochebuena de 1994, el vuelo 8969, un Airbus A300 de Air France, despegó de París, Francia, con rumbo a Argel, Argelia.
Al llegar a Argel, cuatro secuestradores argelinos toman el A300 y tratan de obligar a las autoridades a satisfacer sus demandas. Cuando éstas no se cumplen, asesinan a 3 pasajeros y los arrojan a la pista. Las víctimas son: un policía argelino, un diplomático vietnamita y un ciudadano francés.
El gobierno francés intenta intervenir pero Argelia prefiere mantener el secuestro como un asunto interno, sin injerencias extranjeras. Tras la muerte de la tercera víctima Francia amenaza con responsabilizar a Argelia de la matanza si no se les permite colaborar. Finalmente, Argelia deja que el avión despegue. El objetivo declarado de los secuestradores era volar a París para dar una rueda de prensa sobre la proclamación de un estado islámico en Argelia. Sin embargo, debido a los 3 días que estuvo el avión secuestrado en Argel, el avión consumió 4 toneladas de combustible por día, lo que provocó que fuera insuficiente para llegar a París. Así que les obligó a realizar una parada en Marsella para repostar antes de llegar a París.
Para cuando el avión aterriza en Marsella, las autoridades francesas ya habían sido informadas sobre el verdadero plan de los terroristas: estallar el avión sobre la torre Eiffel. El gobierno francés ordena que bajo ningún concepto se permita que el avión abandone Marsella.
Cuando un terrorista en la cabina de pasajeros dispara hacia la torre de control, el copiloto salta por la ventana de la cabina, las fuerzas especiales francesas (GIGN) deciden penetrar de inmediato en el avión. El secuestro se había prolongado ya 3 días. Los cuatro secuestradores estaban armados con AK-47 y ametralladoras Uzi de fabricación israelí. El GIGN (Grupo de Intervención de la Gendarmería Nacional) mantiene una dura lucha contra el GIA (Grupo Islámico Armado) durante la que se disparan más de 1000 balas. Once miembros del GIGN resultan heridos en el confrontamiento, al igual que tres miembros de la tripulación y trece pasajeros. Todos los terroristas fueron abatidos, uno de ellos por un francotirador del GIGN.
La posterior captura de un cabecilla del GIA confirmó que el objetivo de los terroristas era causar una masacre alrededor de la Torre Eiffel pero su intento de estrellar el avión fue fallido.

## Nacionalidades en el avión
Las nacionalidades de los 220 pasajeros, 12 miembros de la tripulación y 4 secuestradores aéreos incluyeron 9 países diferentes.
| Nacionalidad   | Pasajeros | Pasajeros  | Pasajeros      | Tripulación | Tripulación | Tripulación    | Secuestradores aéreos | Secuestradores aéreos | Secuestradores aéreos | Total | Total      | Total          |
| Nacionalidad   | Total     | Fallecidos | Supervivientes | Total       | Fallecidos  | Supervivientes | Total                 | Fallecidos            | Supervivientes        | Total | Fallecidos | Supervivientes |
| -------------- | --------- | ---------- | -------------- | ----------- | ----------- | -------------- | --------------------- | --------------------- | --------------------- | ----- | ---------- | -------------- |
| Argelia        | 111       | 1          | 110            | 0           | 0           | 0              | 4                     | 4                     | 0                     | 115   | 5          | 122            |
| Francia        | 75        | 1          | 74             | 12          | 0           | 12             | 0                     | 0                     | 0                     | 87    | 1          | 86             |
| Alemania       | 10        | 0          | 10             | 0           | 0           | 0              | 0                     | 0                     | 0                     | 10    | 0          | 10             |
| Estados Unidos | 5         | 0          | 5              | 0           | 0           | 0              | 0                     | 0                     | 0                     | 5     | 0          | 5              |
| Irlanda        | 5         | 0          | 5              | 0           | 0           | 0              | 0                     | 0                     | 0                     | 5     | 0          | 5              |
| Noruega        | 5         | 0          | 5              | 0           | 0           | 0              | 0                     | 0                     | 0                     | 5     | 0          | 5              |
| Reino Unido    | 5         | 0          | 5              | 0           | 0           | 0              | 0                     | 0                     | 0                     | 5     | 0          | 5              |
| Países Bajos   | 3         | 0          | 3              | 0           | 0           | 0              | 0                     | 0                     | 0                     | 3     | 0          | 3              |
| Vietnam        | 1         | 1          | 0              | 0           | 0           | 0              | 0                     | 0                     | 0                     | 1     | 1          | 0              |
| Total          | 220       | 3          | 217            | 12          | 0           | 12             | 4                     | 4                     | 0                     | 236   | 7          | 229            |

## Filmografía
El secuestro fue recreado en la serie de televisión Mayday: catástrofes aéreas, titulado "Secuestro", Transmitido en National Geographic Channel
Posteriormente el film francés de 2010 "L'assault" (El asalto) recrea estos mismos hechos de forma dramática.